# Operación Sodoma
La Operación Sodoma fue una operación militar llevada a cabo por las Fuerzas Militares de Colombia y la Policía Nacional de Colombia, el 22 y 23 de septiembre de 2010 contra las Fuerzas Armadas Revolucionarias de Colombia - Ejército del Pueblo (FARC-EP). En la operación fue abatido el comandante militar de las FARC-EP, Víctor Julio Suárez Rojas alias 'Jorge Briceño Suárez' o 'Mono Jojoy' junto a más de 20 guerrilleros. Fue desarrollada en el marco del Conflicto armado interno en Colombia.

## Denominación
Se le denominó Operación Sodoma por ser según la historia bíblica la ciudad de Sodoma, un lugar donde se cometían todos los males posibles.

## Preparación
La operación fue autorizada por el presidente Santos el viernes 17 de septiembre de 2010, durante una visita a la base militar de Larandia, en el departamento de Caquetá.
Según fuentes de inteligencia militar, se pudo determinar que el Mono Jojoy tenía distintas patologías y dolencias, entre las que destacaba diabetes crónica, depresión, impotencia sexual e hipertensión arterial. Hay versiones según las cuales los militares pudieron infiltrarse y lograron enviarle unas botas a su campamento con un dispositivo GPS dentro de la suela, que comenzó a emitir señales de dónde se encontraba, aunque esto fue desmentido por el Comandante de la Fuerza de Tarea Conjunta Omega, el General Javier Flórez, quien dijo que fue un infiltrado quien dio el dato de la ubicación del Mono Jojoy. Este infiltrado tenía contacto directo con la inteligencia de la Policía y fue quien dio los detalles de las rutinas, estado de salud y sus movimientos en la selva.
Según el exministro de Defensa colombiano Rodrigo Rivera Salazar, «Esta fue una operación quirúrgica porque no iba dirigida a desmantelar el campamento sino contra el objetivo. Sabíamos que tenía la costumbre entre la 1:00 y las 4:00 de la mañana, de levantarse y consultar documentos (…) por eso se decidió que (el operativo) fuera a las 2:00 de la mañana».

## Operación
La Operación Sodoma se llevó a cabo el 22 de septiembre y la madrugada del 23 de septiembre de 2010. El anillo o cordón de seguridad más cercano del "Mono Jojoy" estaba compuesto por 24 guerrilleros; había un segundo a 100 metros con otros 90 guerrilleros, y varias estructuras a 500 metros con 500 o 600 guerrilleros más.
Fueron tres oleadas de bombardeos que destruyeron el fortín levantado por las FARC-EP en varias cuevas naturales en la Serranía de la Macarena, en una zona llamada como "La Escalera". A la 1:00 AM (UTC-5) del jueves 22 de septiembre casi 24 horas después de los bombardeos de la Fuerza Aérea Colombiana (FAC), el 23 de septiembre, se produciría el desembarco de cerca de 400 de los mejores combatientes del Ejército, la Armada y la Policía. El desembarco de tropas se produjo a unos 26 kilómetros de la inspección de La Julia, que pertenece a La Uribe, departamento del Meta. Fuentes militares informaron que en las filas de la subversión cayeron entre 7 y 20 guerrilleros, aunque hay fuentes que afirman que los muertos superarían los cien. De parte de las Fuerzas Militares, fueron reportados dieciséis militares heridos y la muerte de una perra antiexplosivos llamada 'Sasha' ya que se registraron intensos combates después del bombardeo. Sin embargo, tras más de una semana de registrado el bombardeo, el gobierno confirmó la muerte de dos soldados del Ejército Nacional en la operación.
Hacia las 6:30 a. m. del jueves un capitán en el área de operaciones informó que el cuerpo del 'Mono Jojoy' había sido identificado con una certeza del 80%. Minutos después fue confirmado en su totalidad, anunciado al presidente de la República y al pueblo colombiano. Según el Instituto Nacional de Medicina Legal, Mono Jojoy murió por aplastamiento.
La Operación Sodoma fue desarrollada por la Fuerza Aérea Colombiana para la fase del bombardeo y por Aviación del Ejército para el asalto con 34 helicópteros en los que se transportaron entre 700 y 800 hombres. Otros 1.000 soldados colombianos habían rodeado las posiciones guerrilleras, impidiéndoles a los guerrilleros el escape. Las aeronaves de la Fuerza Aérea que participaron serían Super Tucanos, Kfirs, Arpías, aviones de inteligencia y otras.
El exministro de Defensa Rodrigo Rivera Salazar dijo que el campamento bombardeado tenía aproximadamente 300 metros de largo y en él se encontraba un búnker hecho en concreto. Eran diez zonas en el campamento con numerosas trincheras y túneles de escape interconectados con sitios para reuniones, enfermerías, bodegas para alimentos y edificaciones para alojar personal. En el lugar se encontraron 15 toneladas de comida y mucho dinero, parte incinerado por las explosiones. Estaba protegido por minas y ametralladoras antiaéreas calibre .50.
El Ejército Nacional localizó dentro en el área de los campamentos un taller para la fabricación de explosivos, una sastrería clandestina dotada de maquinaria industrial, 280 láminas de hierro, una fileteadora, 1.500 metros de tela para elaborar uniformes, seis tornos y material de intendencia.
Se presume que junto a alias "Mono Jojoy" estaba Tanja Nijmeijer, la guerrillera de nacionalidad holandesa que desde hacía varios años había ingresado a las FARC-EP. 
Según el diario colombiano El Tiempo, alias Mauricio el Médico, uno de los suplentes del Secretariado de las FARC-EP y alias "Romaña" estarían entre los muertos. El 24 de septiembre, este diario publicó citando información de inteligencia, que tres de los hombres de confianza del 'Mono Jojoy':  'Romaña', 'Carlos Antonio Lozada' y 'Mauricio', miembro suplente del secretariado- estaban en el sitio y había alta probabilidad de que también hubieran muerto con su jefe y mentor. Romaña es el autor intelectual detrás de las 'pescas milagrosas' y la Toma de Mitú; Lozada por ser jefe de las estructuras urbanas responsables de los atentados con bombas. En la operación fueron incautadas 60 memorias electrónicas y 20 computadores. Finalmente ninguno de los cuatro guerrilleros mencionados fue abatido en la operación y aparecieron en los Acuerdos de Paz con las FARC-EP iniciados en 2012 y culminados en 2016 con la desmovilización de esta guerrilla.

## Guerrilleros abatidos
Los cuerpos de alguno de los guerrilleros caídos en la operación Sodoma corresponden a los nombres de:
- Víctor Julio Suárez Rojas, alias "Mono Jojoy".
- Héctor Sandoval Durán.
- Ana Ruth Montoya Vargas.
- Yilma Espinosa Castro, alias "Shirley". Compañera sentimental de Jojoy.
- Héctor Rubio Ramírez, alias "Pingüino" sindicado del reclutamiento ilegal, secuestros, chantaje, violación, tortura y de atentados en Miraflores y Calamar (Guaviare). Con 10 años en las FARC-EP se había desempeñado como ideólogo y experto en explosivos del grupo armado ilegal.[20]

## Reacciones

### Reacción en Colombia
- Desde Nueva York, estando en la Asamblea General de las Naciones Unidas, el presidente Juan Manuel Santos confirmó la noticia a través de mensajes de su teléfono a funcionarios del gobierno, haciendo comparación con Osama bin Laden.[24]

La baja de 'Jojoy' es como haber capturado a Osama bin Laden.
Juan Manuel Santos, presidente de Colombia. 23 de septiembre de 2010.

- El ministro de Defensa colombiano Rodrigo Rivera aprovechó el resultado de la Operación Sodoma para enviar un mensaje a alias Alfonso Cano y a los guerrilleros de las FARC-EP:

entréguense, desmovilícense [...] Les garantizamos su vida, un trato digno, un trato justo en nuestro orden jurídico [...] Nos han robado casi cincuenta años. Esa actitud criminal no tiene sentido. El llamado es a que se desmovilicen, a que se entreguen, ayuden a que los colombianos podamos cumplir los sueños de prosperidad que hoy lidera Santos.

- El vicepresidente Angelino Garzón: «[Las FARC-EP] deben dejar en libertad a todos los secuestrados, sin ningún tipo de condiciones, cesar la práctica del terrorismo y del secuestro, cesar la práctica criminal de las minas antipersonal, poner en libertad a los niños y niñas que han reclutado de manera forzosa y ser capaces de tomar la decisión más revolucionaria que deberían tomar en este momento, que es la de decirle al pueblo colombiano que esta violencia no tiene sentido y que esta violencia ya no va más». Garzón enfatizó que solo si los subversivos dan estos pasos, el Gobierno «tendría toda la generosidad de construir escenarios de paz, perdón y reconciliación». Garzón le expresó a los familiares de los secuestrados y a las víctimas de la violencia su solidaridad. «La guerrilla terminó, junto con los demás grupos armados ilegales, siendo un gran promotor de la violación de los Derechos Humanos, con reclutamiento de menores, violación de niñas, secuestro, tortura, chantaje, y todo de actos sádicos y crueles.»[27]

- El expresidente liberal Cesar Gaviria: «Se debilita la fuerza más despiadada y criminalizada de la organización terrorista de las FARC, financiada con el narcotráfico, y se demuestra la voluntad y la firmeza del nuevo gobierno para continuar la mejor parte de la seguridad democrática de Uribe».[27]

- El expresidente conservador Andrés Pastrana: «Es un golpe al corazón de las FARC. 'Jojoy' era el verdadero narco-terrorista, el combatiente, el hombre encargado de generar el terror, el que tenía más muertes encima de esa guerrilla. Hoy deben estar muy pensativos. Muchos pensaban que era intocable.[27]

- El expresidente Ernesto Samper: «Es una buena noticia para la democracia porque comprueba que la Seguridad Democrática se convirtió en una política de Estado. Y es buena para la paz, porque 'Jojoy' representaba la línea más intransigente, la más dura y la más sanguinaria en las FARC».[27]

- El ministro de interior y justicia Germán Vargas Lleras: «Es una gran noticia, ya que por muchos años el 'Mono Jojoy' cometió innumerables atrocidades en este país. Es un buen momento para felicitar a la Fuerza Pública y a la forma en que organizó de manera tan detallada el operativo.»[27]

- El jefe del partido liberal Rafael Pardo: «Felicitamos a la Fuerza Pública y al Gobierno por la conducción de esta operación en la que muere 'Jojoy', quien tanto daño les hizo a los colombianos. Este resultado obedece a una necesidad de ofrecerles a millones de personas la anhelada seguridad y tranquilidad».[27]

- El excandidato presidencial Gustavo Petro: «Hay que decirlo con todas las letras: el gobierno de Santos superó militarmente en dos meses los ocho años de gobierno de Uribe. Debieron ser terribles los últimos minutos de vida de 'Jojoy', donde, en el fragor del combate, se dio cuenta de la inutilidad de su lucha».[27]

- La senadora Alexandra Moreno Piraquive: «Ya es el momento de parar el baño de sangre que ha enlutado la vida del país, dejando miles de hogares destruidos, mujeres viudas y huérfanos. Con la muerte de este líder de la guerrilla se abre una nueva opción hacia la paz».[27]

- El presidente del Partido Conservador y ex secuestrado por las FARC-EP, Fernando Araújo: «El conservatismo felicita al Gobierno, al presidente Juan Manuel Santos y a la Fuerzas Armadas, por el éxito de la operación 'bienvenida'. El Partido Conservador continuará siendo uno de los principales soportes e impulsores de la política de Seguridad Democrática.»[27]

- La exsenadora Piedad Córdoba: «Ojalá esta muerte permita que las partes en conflicto se sienten a diálogo. El pueblo colombiano en muchos sectores aplaude la guerra y esa es una labor bastante difícil para quienes creemos en una salida a negociada a 60 años de guerra».[27] Posteriormente, en una entrevista hecha para la revista Semana el 1 de octubre, en referencia a la operación dijo:

Yo me pregunto si en lugar de utilizar 70 helicópteros y aviones, como dijeron, 70 toneladas de explosivos —quién sabe cuánto costó ese operativo (contra el ‘Mono Jojoy’)—, ¿no es más fácil buscar el diálogo político para la humanización? Un operativo escandaloso cada tres meses no sabemos realmente a quién le está sirviendo. No creo que la política de guerra acabe con el conflicto.
Piedad Córdoba. Revista Semana, 1 de octubre de 2010.

### Reacción internacional
- Francia: el gobierno francés de Nicolás Sarkozy, felicitó a Colombia por la operación que abatió al jefe militar de las FARC-EP, 'Mono Jojoy' y pidió a la guerrilla que "abandone la violencia, libere a todos los rehenes, cese toda acción terrorista y se comprometa a un diálogo político con el Gobierno".[29]

- Estados Unidos: El presidente norteamericano Barack Obama felicitó al presidente Santos, de quien dijo «Destaco el liderazgo del presidente Santos y lo felicito porque el de ayer fue un gran día para Colombia, en el que hubo un extraordinario trabajo de sus Fuerzas Armadas (...) Los terroristas han engañado durante mucho tiempo a Colombia».[25]

- Ecuador: El vicecanciller ecuatoriano Kintto Lucas dijo «Hemos dejado claro desde un comienzo que nosotros no nos involucramos en el conflicto interno colombiano. Este hecho (la muerte del 'Mono Jojoy') es parte del conflicto colombiano, por lo tanto no podemos dar ninguna opinión sobre un conflicto que no es parte del país [...] Lo que queremos es que ojalá Colombia encuentre la paz después de tantas décadas de conflicto».[30]

- Chile: El presidente de Chile Sebastián Piñera, dijo «Derrotar la guerrilla, al narcotráfico y el terrorismo le hace bien a la humanidad [...] Quiero manifestar mi apoyo al Gobierno colombiano, al presidente Santos y al pueblo colombiano en esta lucha dura, pero necesaria [...] Espero que ganen los buenos, es decir, los que amamos la paz, la libertad y la democracia».[30]

- Costa Rica: la presidenta costarricense Laura Chinchilla dijo que 'Jojoy' "ciertamente era una figura emblemática para la lucha que han venido enfrentando los Gobiernos de Colombia (...) Quienes estamos en otros países sabemos que esta lucha no se limita a una sola persona".[30]

- México: El portavoz de Seguridad del Gobierno mexicano Alejandro Poiré dijo que « [La muerte de Jojoy] muestra que la perseverancia de un Estado en el combate a los criminales puede dar resultados muy importantes [...] Todo logro de combate al crimen organizado es algo que merece el reconocimiento de los países de la región.»[30]

- Organización de los Estados Americanos(OEA): El secretario general José Miguel Insulza felicitó al Gobierno y al pueblo de Colombia por la operación militar, y sostuvo que: «a partir de este hecho las Farc se deben convencer de que el camino armado que transitan se va cerrando cada vez más, y que liberar a los rehenes es paso previo a un proceso de diálogo y negociación».[30]

- Venezuela: El presidente Hugo Chávez dijo: «Como dijo un monseñor de la Iglesia católica colombiana, y lo digo yo también, uno no puede alegrarse por la muerte de nadie; ojalá, y yo no me meto en las cosas internas de Colombia, pero ojalá que Colombia consiga los caminos de un acuerdo de paz y no se sigan matando», y agregó con respecto a la publicación de un medio venezolano, que se refirió al mandatario como «mico»: «Hoy salió un periódico aquí en Venezuela cuya mancheta dice: 'muerto el mono' (hablando del Mono Jojoy, el guerrillero), 'ahora le toca al Mico, o quedó el Mico. Bueno, el Mico soy yo, pues. Ese soy yo: el Mico [...] No me importa su odio, no me va ni me viene. Yo sencillamente estoy aquí para cumplir una misión: darle a mi pueblo lo que le corresponde".[31]

- Honduras: El presidente hondureño Porfirio Lobo, felicitó al gobierno colombiano.

### Comunicado de Anncol
La Agencia de Noticias Nueva Colombia (ANNCOL) afín a las FARC-EP, publicó en su portal de Internet tres comunicados firmados por pseudónimos. En los comunicados se descarga airadamente contra el gobierno colombiano precedido por el presidente Santos señalando: «Hay que ser muy mezquino para pensar que la muerte de una persona puede ser la solución de nada»; y contra la clase dirigente de dicho país al que llamaron «alimaña burguesa sedienta de sangre» afirmando: «se equivoca si cree que con un asesinato o con diez mil, podrá detener el avance imparable de los pueblos. Todos los días nacen nuevos Jorge Briceño».
También hablan sobre la muerte de Jojoy y critican las celebraciones y el despliegue de medios: «La  borrachera y  júbilo mediático no los deja ver el escenario que se otea». Criticaron la operación de «déspota, sanguinaria, y traicionera», a la vez indicaron que fue coordinada por la CIA; y también reclaman una oportunidad para la paz:

El único camino es la solución política y pacífica para el conflicto social y armado interno, y en ella somos y seremos factor determinante. [...] Las demás estrategias solo contribuyen a prolongar la espiral de la guerra.
Comunicado de ANNCOL, septiembre de 2010.

## Computadores del Mono Jojoy
Tras la operación, las autoridades colombianas incautaron en el campamento 15 computadores, 94 memorias USB y 14 discos duros externos. Según el vicealmirante Álvaro Echandía fueron 20 computadores, 78 memorias USB, 3 discos duros. El gobierno colombiano dijo tras un análisis de los equipos que había once veces más información secreta de la guerrilla que la encontrada en los Computadores de Raúl Reyes. La información está siendo analizada en el laboratorio de informática forense de la Dijín de la Policía Nacional , donde un equipo de 40 expertos busca descubrir las claves de los computadores y tener acceso a una información que será clave en el desarrollo de futuras operaciones contra las FARC-EP. Los expertos están haciendo copias espejo de toda los archivos encontrados en los dispositivos, mientras la información real queda congelada, como prueba judicial. También intentan recuperar información que ha sido borrada de los computadores y se van a descifrar archivos cifrados, así como seguir el rastro a correos electrónicos.